# Улица Сергея Лазо (Оренбург)
У́лица Серге́я Лазо́  — улица в Дзержинском районе города Оренбурга. Названа в честь Сергея Георгиевича Лазо — русского революционера, одного из советских руководителей в Сибири и на Дальнем Востоке, участника Гражданской войны. Застраивалась в 1960 годах.

## Расположение
Находится между проспектом Дзержинского и улицей Берёзка. Имеет перекрёсток с улицей Космической.

## Транспорт
Ближайшая остановка общественного транспорта — остановка «Сергея Лазо» на проспекте Дзержинского.
Автобус: 17, 21, 33, 41, 18с, 24т, 28, 49т, 51, 32, 38, 59, Ю 61, 6, 65, 67.

## Организации на улице
- Центральная областная библиотека для молодежи
- Школа № 75
- Школа № 79
- ГБУ ДО ДШИ Дизайн-центр
- Управление ЗАГС Администрации города Оренбурга